# Global Climate Observing System
Das Global Climate Observing System (GCOS) (deutsch: Globales Klimabeobachtungssystem) ist eine weltweite Einrichtung zur Klimabeobachtung.
Das System wird von der World Meteorological Organization (WMO), der Intergovernmental Oceanographic Commission (IOC) der UNESCO, dem United Nations Environment Programme (UNEP) und dem International Council for Science (ICSU) unterstützt.
GCOS ist als langfristiges, benutzerorientiertes und operationelles System ausgelegt, das die Erhebung umfassender Klimabeobachtungen ermöglicht. Anwendungsbereiche der bereitgestellten Beobachtungen sind die Klimaüberwachung (engl. climate monitoring), die Erfassung des natürlichen und menschgemachten Klimawandels und die Zuordnung seiner Ursachen (engl. climate change detection and attribution), die Bewertung von Schäden durch Klimawandel und -variabilität (engl. assessment of climate change and climate variability) und die Forschung in den Bereichen Verständnis, Modellierung und Vorhersage des Klimasystems.
Abgedeckt wird das gesamte Klimasystem mit seinen physikalischen, chemischen und biologischen Eigenschaften und den in ihm ablaufenden atmosphärischen, ozeanischen, hydrologischen, kryosphärischen und terrestrischen Prozessen.
Die deutschen Beiträge zum Global Climate Observing System wurden im Jahr 2013 in einem Inventarbericht zusammengefasst, der 2023 überarbeitet und erweitert wurde.